# NK Dinamo Rajsavac
NK Dinamo je nogometni klub iz Rajsavca. 
Trenutačno se natječe u 1. ŽNL Požeško-slavonskoj.